# Helina wilhelmensis
Helina wilhelmensis este o specie de muște din genul Helina, familia Muscidae, descrisă de Shinonaga în anul 1998. Conform Catalogue of Life specia Helina wilhelmensis nu are subspecii cunoscute.